# IAAF World Relays 2019 - Staffetta 2×2×400 metri mista
La staffetta 2×2×400 metri mista delle IAAF World Relays 2019 si è tenuta l'11 maggio allo Stadio internazionale di Yokohama ed ha visto la partecipazione di otto paesi.

## Risultati
| Pos. | Corsia | Paese              | Atleti                                           | Tempo   | Punti |
| ---- | ------ | ------------------ | ------------------------------------------------ | ------- | ----- |
| 1    | 3      | Stati Uniti        | Ce'Aira Brown (F) Donavan Brazier (M)            | 3'36"92 | 8     |
| 2    | 4      | Australia          | Catriona Bisset (F) Joshua Ralph (M)             | 3'37"61 | 7     |
| 3    | 6      | Giappone           | Ayano Shiomi (F) Allon Tatsunami Clay (M)        | 3'38"36 | 6     |
| 4    | 2      | Polonia            | Anna Dobek (F) Patryk Dobek (M)                  | 3'42"14 | 5     |
| 5    | 5      | Bielorussia        | Maryna Arzamasova (F) Aliaksandr Vasileuskiy (M) | 3'51"64 | 4     |
| 6    | 9      | Papua Nuova Guinea | Daniel Baul (M) Donna Koniel (F)                 | 4:04"73 | 3     |
| 7    | 7      | Atleti Rifugiati   | Rose Lokonyen (F) James Chiengjiek (M)           | 4:08"80 | 2     |
|      | 8      | Kenya              | Collins Kipruto (M) Eglay Nafuna Nalyanya (F)    | dq      |       |